# الحياة البرية في عمان

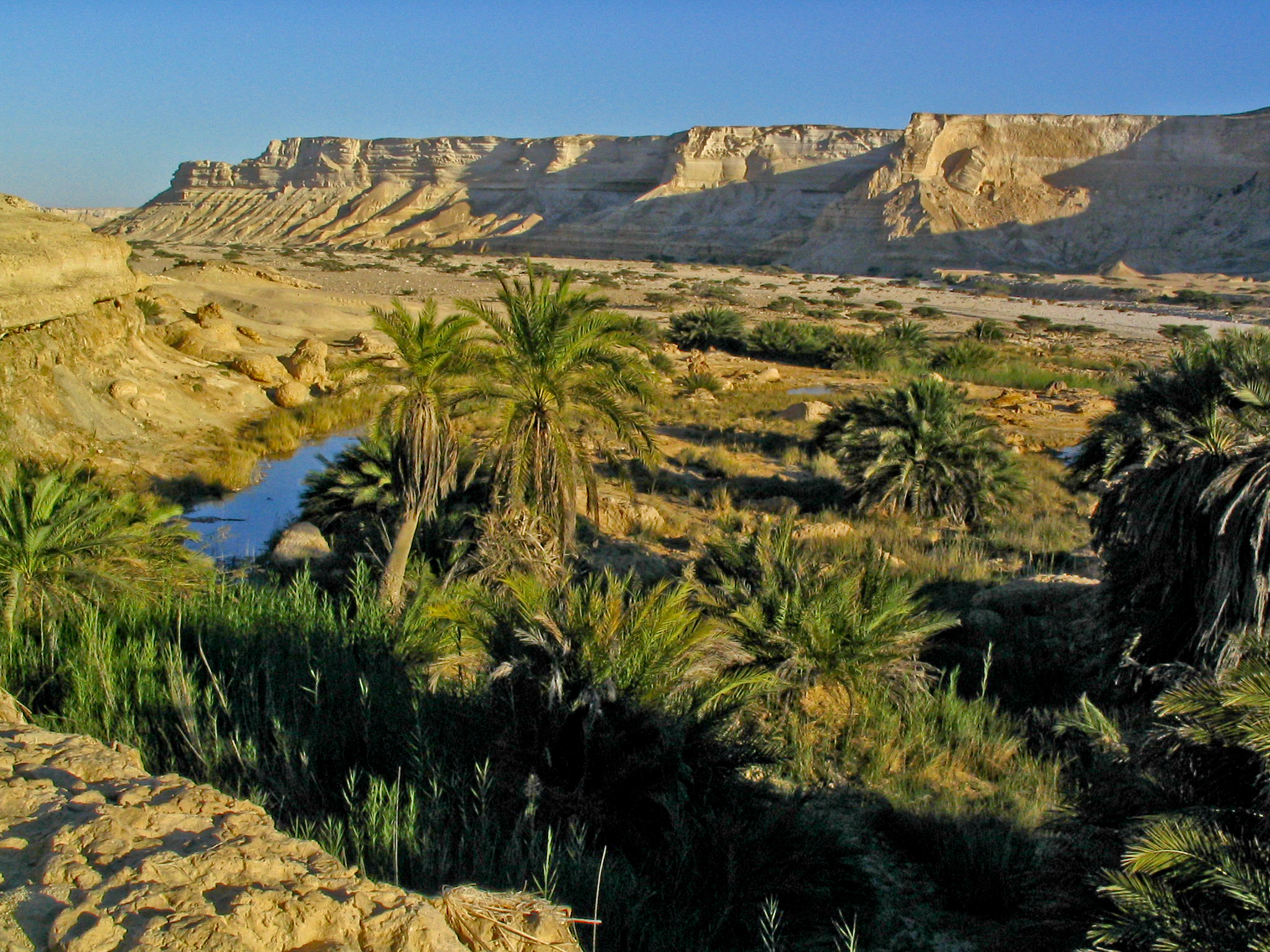
واحة في المناظر الطبيعية الصحراوية في عمان.

الحياة البرية في سلطنة عمان هي الحياة النباتية والحيوانية في هذا البلد الواقع في جنوب شرق شبه الجزيرة العربية، حيث تقع سواحلها على خليج عمان وبحر العرب. المناخ حار وجاف، باستثناء الساحل الجنوبي الشرقي، وتوفر البلاد مجموعة متنوعة من الموائل للحياة البرية بما في ذلك الجبال والوديان والصحاري والسهول الساحلية والسواحل البحرية.

## الجغرافيا
إلى الشمال من البلاد يوجد جيب صغير ذو ساحل وعر بجانب مضيق هرمز. هذه هي شبه جزيرة مسندم، ويفصلها جزء من الإمارات العربية المتحدة عن بقية عُمان. المناطق في شمال الجزء الرئيسي من عُمان جبلية، وتصل جبال الحجر إلى 3000 متر (10000 قدم) تقريباً. وهي تمتد بموازاة ساحل خليج عمان، ويتوسطها سهل ساحلي ضيق. ويخترقها عدد من الوديان ويوجد بها العديد من الواحات. يتكون وسط عُمان من أرض هضبة يحدها من الغرب صحراء الربع الخالي في المملكة العربية السعودية. الخط الساحلي في شرق وجنوب عمان قاحل. وفي جنوب البلاد في محافظة ظفار، تمتد الجبال في اتجاه الشرق والغرب وتشمل جبل سمحان وجبال ظفار.
المناخ عمومًا حار جداً، حيث ترتفع درجات الحرارة إلى 40 درجة مئوية (104 درجة فهرنهايت) أو أكثر في منتصف الصيف. يهطل حوالي 25 سم (10 بوصات) من الأمطار سنوياً في جبال الحجر في الشمال ولكن الجزء الأكبر من البلاد جاف جداً، باستثناء المنطقة الساحلية الجنوبية الشرقية التي تكون رطبة وتخضع لرياح الخريف الموسمية الجنوبية الشرقية. مما يؤدي إلى هطول الأمطار وتكوّن الضباب على المناطق الساحلية. في الصيف، يكون نمط الطقس في جميع أنحاء شبه الجزيرة العربية ثابتاً جداً مع وجود نظام طقس منخفض الضغط ثابت فوق المنطقة. يسخن الجزء الداخلي للصحراء منخفضة البياض ويرتفع الهواء الساخن، لكن الرطوبة منخفضة جدًا لدرجة أنه لا تتشكل سحب. ومع ذلك، فإن الغبار يتصاعد عالياً مما يؤدي إلى الظروف الضبابية التي غالبًا ما تظهر هنا.

## النباتات

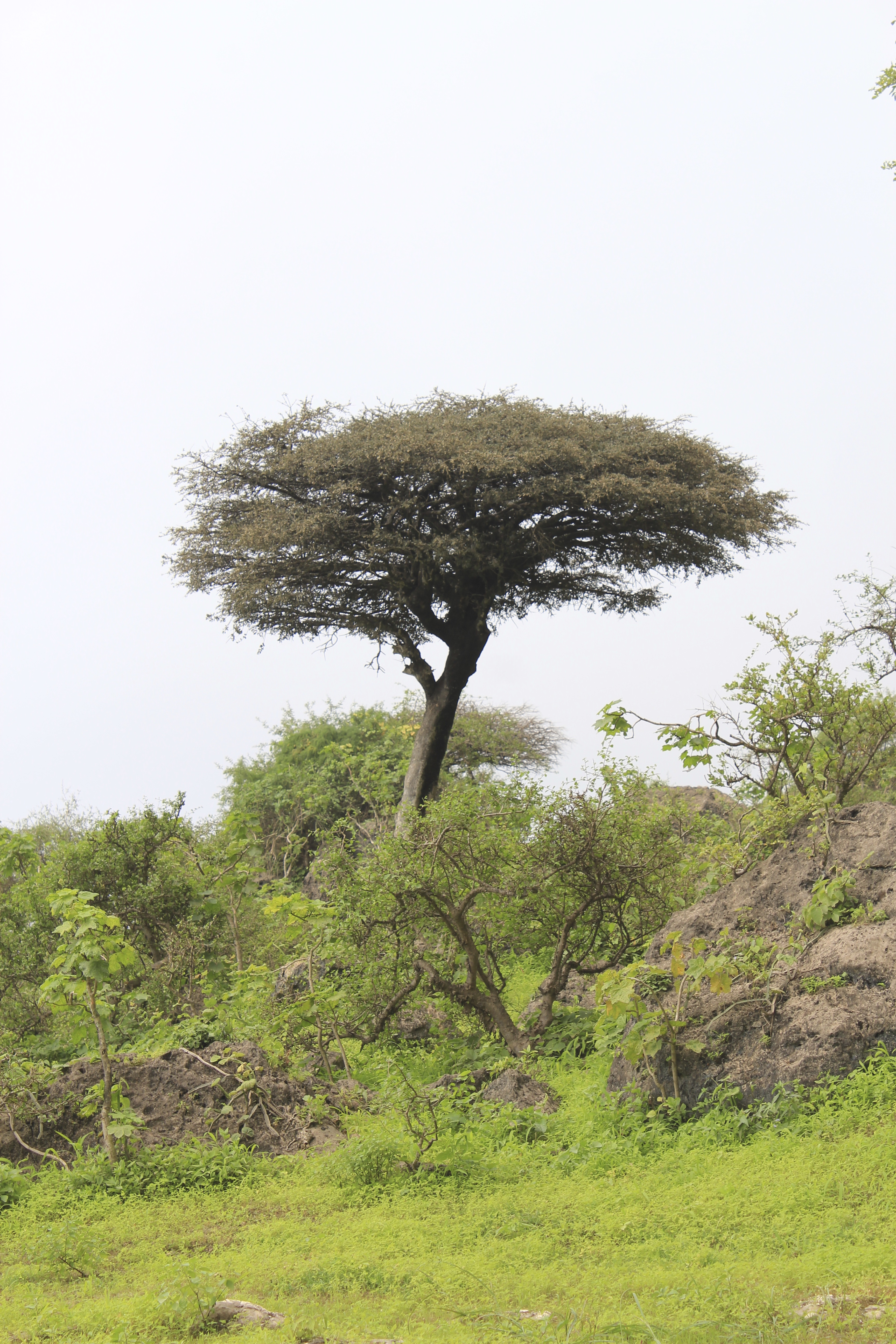
أشجار اللبان في ظفار.

تم تسجيل أكثر من أربعمائة نوع من النباتات في شرق الجزيرة العربية. وأشهرها على الأرجح شجرة اللبان، وهي شجرة اللبان، التي تنمو فقط في جبال جنوب عُمان واليمن وأرض الصومال. على الرغم من أن العديد من أجزاء الساحل صخرية، إلا أن السهول الساحلية في منطقة الباطنة ومنطقة ظفار محاطة بالكثبان الرملية والمستنقعات المالحة. هنا تزدهر النباتات المحبة للملح وتشمل الأنواع السائدة القديسية والعويذران وأشجار المانغروف البيضاء. تختلف العديد من النباتات التي تتحمل الملوحة في منطقة الباطنة عن تلك الموجودة في الساحل الجنوبي، كما توجد نباتات مثل طحماء دائرية الأجنحة وحرض إكليل الجبل.
في جنوب البلاد، تخلق الأمطار الموسمية ثروة من النباتات غير موجودة في المناطق الأكثر جفافاً.

## الحيوانات
واحدة من آخر الأماكن التي يعيش فيها النمر العربي هي جبال ظفار في جنوب عُمان، وقد تم إنشاء محمية جبل سمحان الطبيعية لحماية هذه القطط الكبيرة المهددة بالانقراض. وتشمل الحيوانات آكلة اللحوم الأخرى الموجودة في المحمية الضبع المخطط، والذئب العربي وثعلب بلانفورد، والقط البري العربي. يحتوي القسم الأوسط من عمان على مساحات شاسعة من الصحراء الحصوية مع القليل جدًا من النباتات. تم إنشاء محمية المها العربي هنا للمساعدة في الحفاظ على المها العربي، كما أنها ملجأ للغزال الدرقي، والغزال الجبلي، والوعل النوبي، وغرير العسل، والثعلب الأحمر، والوشق، والقط الرملي، والقط البري العربي.
تم تسجيل أكثر من خمسمائة نوع من الطيور في عُمان. بعضها مقيم والبعض الآخر يصل في الربيع للتكاثر ويغادر بحلول الخريف. وهناك المزيد من الطيور العابرة على طرق الهجرة بين القطب الشمالي وأفريقيا وشبه القارة الهندية. ويزور الساحل الشرقي بمسطحاته الطينية وبحيراته العديد من أنواع الطيور الخواضة، كما أن مناطق المنغروف هي موطن لطيور الببغاء ذات المربعات الحمراء والرفراف ذو الطوق. أما الساحل والجزر البحرية فهي موطن للنوارس وطيور الخرشنة وطيور الغاق. تجتذب المناطق الجبلية في شمال البلاد العديد من الطيور المارة في الممرات، أما المناطق الصحراوية فهي موطن الحبارى المهددة بالانقراض، والحجل الرملي، وأربعة أنواع من طائر الطيهوج الرملي، وأنواع أخرى مثل طيور قبرات الصحراء، وطيور الجشنة، وطيور الأبلق، وطيور الدرسة. كما تجذب الجبال أيضاً النسور الذهبية والنسور المصرية. كما تضم منطقة ظفار في الجنوب مجموعة كبيرة ومتنوعة من الأنواع المتكاثرة والمهاجرة. والبومة العمانية هي نوع من البوم تم اكتشافه في عام 2013، ويعتقد أنه الطائر الوحيد المستوطن في عُمان.
يوجد في عُمان حوالي أربعة وستين نوعاً من الزواحف؛ وتشمل هذه السحالي والسقنقور والأبراص والعضرفوط، ونوع واحد من الحرباء. معظم أنواع الثعابين الموجودة في البلاد والتي يبلغ عددها حوالي اثني عشر نوعًا غير ضارة، لكن الأفعى ذات القرون غير المألوفة، وأفعى السجاد، والأفعى المنتفخة، والكوبرا سامة. هناك ثلاثة أنواع فقط من البرمائيات، أحدها هو العلجوم الظفاري. عدد أسماك المياه العذبة الموجودة في البلاد محدود بسبب وجود عدد قليل من المسطحات المائية الدائمة. صد عماني هي إحدى الأسماك الموجودة في الجبال الشمالية، ولها أيضاً نسخة عمياء تعيش في الكهوف.
كما أن عمان غنية بالتنوع البحري، وخاصة الحيتانيات. هناك مجموعة من الحيتان الحدباء التي قد تكون الأكثر عزلة، وربما الأكثر تعرضًا للانقراض، والتجمع الوحيد غير المهاجر في العالم. يوجد قبالة مسقط الحيتان الحدباء الأخرى، والحيتان الزرقاء القزمية، وحيتان برايد، وحيتان العنبر، والحيتان القاتلة الكاذبة، ودلافين ريسو، والدلافين الدوارة، والدلافين قارورية الأنف، والدلافين الحدباء في المحيطين الهندي والهادئ، والحوت القاتل في بعض الأحيان.

## الحفاظ على البيئة
عمان أكثر وعياً من بعض جيرانها بالحاجة إلى الحفاظ على الحياة البرية. وهي من الدول الموقعة على عدد من المعاهدات المتعلقة بالقضايا العالمية، وقد تم تخصيص عدد من المناطق كمحميات طبيعية. وقد تم اتخاذ التدابير اللازمة لحماية الشواطئ التي تتكاثر فيها السلاحف البحرية الخضراء المهددة بالانقراض، وتم إنشاء صندوق ائتماني للحفاظ على النمر العربي، كما تم إنشاء محمية المها العربي وأصبحت أحد مواقع التراث العالمي لليونسكو في عام 1994. ومع ذلك، قامت الحكومة العمانية لاحقًا بتخفيض حجم المنطقة المحمية بحوالي 90% للسماح بالتنقيب عن النفط، وفي عام 2007، أصبحت المحمية أول موقع تراث عالمي يتم حذفه من القائمة.